# Cynodon
Cynodon là một chi trong họ Cỏ (Poaceae). Đây là những loài cây bản địa vùng cận nhiệt và nhiệt đới Cựu Thế giới, nhưng đã lan rộng, tự nhiên hoá ở nhiều nơi trên Tân Thế giới và trên nhiều hòn đảo xa bờ.
Tên chi bắt nguồn từ κυνόδων (kunódōn, nghĩa là "răng chó") trong tiếng Hy Lạp.

## Các loài
Chi này hiện được công nhận các loài như sau:
- Cynodon aethiopicus Clayton & J.R.Harlan, 1970 - châu Phi; lan đến Cộng hoà Nam Phi, Queensland, Hawaii, Texas.
- Cynodon ambiguus (Ohwi) P.M.Peterson, 2015[5] - Java, New Guinea.
- Cynodon barberi Rang. & Tadul., 1916 - Ấn Độ, Sri Lanka.
- Cynodon convergens F.Muell., 1873[5] - Australia.
- Cynodon coursii A.Camus, 1961 - Madagascar.
- Cynodon dactylon (L.) Pers., 1805 - Cựu Thế giới; du nhập đến Tân Thế giới và nhiều hòn đảo.
- Cynodon incompletus Nees, 1832 - miền nam châu Phi; du nhập đến Úc, Argentina.
- Cynodon nlemfuensis Vanderyst, 1922 - châu Phi từ Ethiopia đến Zimbabwe; du nhập đến Cộng hoà Nam Phi, Tây Phi, Ả Rập Xê-út, Philippines, Texas, Florida, Trung Bộ châu Mỹ, bắc Nam Mỹ, nhiều hòn đảo.
- Cynodon plectostachyus (K.Schum.) Pilg., 1907 - Tchad, Đông Phi; du nhập đến Madagascar, Bangladesh, Mexico, Tây Ấn, Paraguay, đông bắc Argentina, Texas, California.
- Cynodon prostratus (C.A.Gardner & C.E.Hubb.) P.M.Peterson, 2015[5]: Australia.
- Cynodon radiatus Roth, 1817 - Trung Quốc, tiểu lục địa Ấn Độ, Đông Nam Á, Madagascar; du nhập đến Úc, New Guinea.
- Cynodon simonii P.M.Peterson, 2015[5] - Australia.
- Cynodon tenellus R.Br., 1810[5] - Java, New Guinea, miền bắc Australia.
- Cynodon transvaalensis Burtt Davy, 1921 - Cộng hoà Nam Phi, Lesotho; du nhập đến nhiều nơi khác của châu Phi cùng vài nơi tại Iran, Úc, châu Mỹ.

### Lai ghép
- Cynodon × magennisii Hurcombe, 1947 = C. dactylon × C. transvaalensis - Limpopo, Gauteng, Mpumalanga; du nhập đến Texas, Alabama.

## Chuyển đi
Trước đây xếp trong chi Cynodon nhưng hiện nay đã được chuyển sang các chi khác, bao gồm Arundo, Bouteloua, Chloris, Cortaderia, Ctenium, Digitaria, Diplachne, Eleusine, Enteropogon, Eragrostis, Eustachys, Gynerium, Leptochloa, Molinia, Muhlenbergia, Phragmites, Poa, Spartina, Tridens, Trigonochloa.
- Cynodon abyssinicus - Eragrostis tef
- Cynodon amabilis - Eragrostis amabilis
- Cynodon americanus - Bouteloua americana
- Cynodon brizoides - Eragrostis capensis
- Cynodon caeruleus - Molinia caerulea
- Cynodon carolinianus - Tridens flavus
- Cynodon coracanus - Eleusine coracana
- Cynodon cruciatus - Chloris cruciata
- Cynodon curtipendulus - Bouteloua curtipendula
- Cynodon cynosuroides - Spartina cynosuroides
- Cynodon diffusus - Muhlenbergia schreberi
- Cynodon domingensis - Leptochloa virgata
- Cynodon donax - Arundo donax
- Cynodon elongatus -  Enteropogon dolichostachyus
- Cynodon fascicularis - Diplachne fusca subsp. fascicularis
- Cynodon filiformis - Leptochloa panicea
- Cynodon gracilis - Trigonochloa uniflora
- Cynodon gynerium - Gynerium sagittatum
- Cynodon indicus - Eleusine indica
- Cynodon junceus - Bouteloua juncea
- Cynodon melicoides - Bouteloua curtipendula
- Cynodon monostachyus - Ctenium aromaticum
- Cynodon neesii - Leptochloa neesii
- Cynodon petitii - Phragmites australis subsp. isiacus
- Cynodon phragmites - Phragmites australis
- Cynodon pilosissimus - Cortaderia pilosa
- Cynodon pilosus - Digitaria stricta
- Cynodon polystachyus - Leptochloa neesii
- Cynodon praecox - Digitaria sanguinalis
- Cynodon procumbens - Chondrosum simplex
- Cynodon pungens - Spartina maritima
- Cynodon setigerus  - Digitaria setigera
- Cynodon sudeticus -  Poa chaixii
- Cynodon tener - Eustachys tenera
- Cynodon ternatus -  Digitaria ternata
- Cynodon virgatus Willd. - Leptochloa chinensis
- Cynodon virgatus (L.) Raspail - Leptochloa virgata
- Cynodon virgatus Nees ex Steud. - Leptochloa neesii